# Stenobracon difficilicalis
Stenobracon difficilicalis är en stekelart som beskrevs av Roy D. Shenefelt 1978. Stenobracon difficilicalis ingår i släktet Stenobracon och familjen bracksteklar. Inga underarter finns listade i Catalogue of Life.